# ジョアン・カーナー
ジョアン・ガンダーソン・カーナー（JoAnne Gunderson Carner、1939年4月4日 - ）はワシントン州カークランド出身のアメリカ合衆国の元女子プロゴルファー。LPGAツアーで43勝をあげ、1982年に世界ゴルフ殿堂入りを果たしている。彼女は全米女子ジュニアアマチュアゴルフ選手権、全米女子アマチュアゴルフ選手権、全米女子オープンの全てのタイトルを獲得したただ1人の女性であり（2009年8月現在）、全米ゴルフ協会主催の3つの異なる選手権に勝利した最初の選手である。
1981年、カーナーは全米ゴルフ協会によってゴルフにおける優れたスポーツマンシップを讃えて与えられる、最高の栄誉であるボブ・ジョーンズ賞を受賞した。1994年にはソルハイムカップでアメリカツアーチームの主将を務めた。

## アマチュア時代
グレート・ガンディ（ドン・カーナーと結婚するまでは、この名で知られていた）は30歳になるまでアマチュアのままであった。1956年から1968年までアマチュアゴルフ界の強豪として君臨した。彼女は全米女子アマチュアゴルフ選手権のタイトルを5回獲得した。この記録を上回っているのは6勝をあげたグレナ・コレット＝ベアのみである。また同大会で2回2位になっている。1966年にはマレーン・スチュアート・ストレイト (Marlene Stewart Streit) と全米アマチュア史上最も長い41ホール（通常はフルラウンド闘ったとしても36ホール）にわたる死闘を演じた末に勝利した。また1956年には全米女子ジュニアアマチュアゴルフ選手権に優勝している。
1969年、まだアマチュアの時代にLPGAの大会、バーディンズ・インビテーショナルに勝利した。LPGAツアーで優勝した数少ないアマチュア選手の一人である。

## プロ転向後
プロとしてのカーナーの最も特筆すべき勝利は、1971年と1976年の全米女子オープンである。1971年は終始リードを保ち、2位のキャシー・ウィットワースに7打差をつけて圧勝した。1976年はサンドラ・パーマーと18ホールのプレーオフを闘った末に優勝した。
ビッグママ（彼女のもう1つの有名な愛称）はLPGA史上、生涯獲得賞金が100万ドルを越えた2番目の選手である。非常に息の長い選手で、1990年代後期に至っても競技に耐える実力を維持していた。2004年にはまだ10試合に出場し、64歳でLPGAツアーの予選ラウンドを通過するという最年長記録を打ち立てた。

## LPGAツアーの優勝歴
通算43勝。太字はメジャートーナメント大会。
- 1969年：1勝
- 1970年：1勝
- 1971年：全米女子オープンなど2勝
- 1974年：ポートランド・クラシックなど6勝
- 1975年：カナディアン女子オープンなど3勝
- 1976年：全米女子オープンなど4勝
- 1977年：3勝
- 1978年：カナディアン女子オープンなど2勝

- 1979年：2勝
- 1980年：レディ・キーストン・オープンなど5勝
- 1981年：レディ・キーストン・オープンなど4勝
- 1982年：レイル・チャリティ・ゴルフ・クラシックなど5勝
- 1983年：2勝
- 1984年：LPGAコーニング・クラシックの1勝
- 1985年：2勝

## LPGAツアー以外の優勝
- 1982年：JCペニー・クラシック (JCPenney Classic - ジョン・マハフィー (John Mahaffey) と共に)

## LPGAメジャー大会の成績
| トーナメント             | 1962 | 1970 | 1971 | 1972 | 1973 | 1974 | 1975 | 1976 | 1977 | 1978 |
| ------------------------ | ---- | ---- | ---- | ---- | ---- | ---- | ---- | ---- | ---- | ---- |
| 全米女子プロゴルフ選手権 | DNP  | T6   | 39   | T12  | T47  | 2    | T9   | DNP  | T5   | 4    |
| 全米女子オープン         | T15  | T21  | 1    | T29  | T49  | T4   | T3   | 1    | 3    | T2   |

| トーナメント                   | 1979 | 1980 | 1981 | 1982 | 1983 | 1984 | 1985 | 1986 | 1987 | 1988 | 1989 | 1990 |
| ------------------------------ | ---- | ---- | ---- | ---- | ---- | ---- | ---- | ---- | ---- | ---- | ---- | ---- |
| ナビスコ・ダイナ・ショア大会 † | X    | X    | X    | X    | T4   | T5   | T26  | T42  | T47  | T12  | T2   | T31  |
| 全米女子プロゴルフ選手権       | T6   | T3   | T5   | 2    | T4   | T56  | CUT  | T40  | T28  | T18  | T54  | DQ   |
| 全米女子オープン               | DNP  | T10  | T6   | T2   | T2   | T20  | T48  | T35  | T2   | T16  | T17  | 18   |
| デュモーリエ・クラシック       | DNP  | 2    | T7   | T3   | T2   | 5    | T29  | T14  | DNP  | CUT  | T10  | CUT  |

| トーナメント                 | 1991 | 1992 | 1993 | 1994 | 1995 | 1996 | 1997 | 1998 | 1999 | 2000 |
| ---------------------------- | ---- | ---- | ---- | ---- | ---- | ---- | ---- | ---- | ---- | ---- |
| ナビスコ・ダイナ・ショア大会 | CUT  | T17  | T40  | T48  | CUT  | T79  | CUT  | T18  | CUT  | DNP  |
| 全米女子プロゴルフ選手権     | 8    | T2   | T37  | T26  | T38  | DNP  | CUT  | CUT  | CUT  | CUT  |
| 全米女子オープン             | T11  | T42  | T11  | T31  | CUT  | CUT  | CUT  | DNP  | DNP  | DNP  |
| デュモーリエ・クラシック     | T69  | CUT  | T71  | CUT  | CUT  | DNP  | CUT  | CUT  | T53  | CUT  |

| トーナメント               | 2001 | 2002 | 2003 | 2004 | 2005 |
| -------------------------- | ---- | ---- | ---- | ---- | ---- |
| クラフト・ナビスコ選手権 † | DQ   | DNP  | CUT  | T70  | CUT  |
| 全米女子プロゴルフ選手権   | DNP  | CUT  | CUT  | CUT  | DNP  |
| 全米女子オープン           | DNP  | DNP  | DNP  | DNP  | DNP  |
| 全英女子オープン ^         | DNP  | DNP  | DNP  | DNP  | DNP  |

† 現在クラフト・ナビスコ選手権として知られているこのトーナメントは1999年までナビスコ・ダイナ・ショア大会であった。2000年にナビスコ選手権になり、2002年に現在の名称となった。

^全英女子オープンは 2001年からデュモーリエ・クラシックの代わりにLPGAメジャー大会に昇格した。

DNP = 出場せず

CUT = 予選落ち

DQ = 出場資格無し

X = メジャー大会ではなかった

"T" = 複数の選手と順位を分け合った（タイ）

グリーン地は優勝、黄色地はトップ10入りを表している。